# Johan de Molenaar
Johannes Gerardus (Johan) de Molenaar (Amsterdam, 18 april 1894 – Utrecht, 31 maart 1969) was een Nederlands pianist, dichter en vertaler.

## Familie
Hij was zoon van de militair Johannes Gerardus de Molernaar en Lijsje Mars, wonend aan de Derde Oosterparkstraat. Hij trouwde in 1920 als kantoorbediende met Machteld Carma Paulina Noya, liefhebster van krontjongmuziek, waarvan hij in 1936 scheidde. Hun zoon Ab de Molenaar werd gitarist, die op zijn beurt trouwde met zangeressen Sanny Day en Suzy Miller (Bodil Marie Margrete Miller). Hij trok samen op met broer Jochem de Miller (contrabas) in allerlei ensembles (Miller Kwartet, Miller Sextet, The Millers).
Later hertrouwde hij met zangeres Willy van Amerongen (Wilhelmina Maria van Amerongen, Utrecht 11 september 1897 – aldaar, 16 december 1972). Zij zong onder meer bij het Frysk Orkest Zij is de moeder van schrijfster Hans de Groot-Canté uit haar eerdere huwelijk met Louis Frédéric Cornelis Canté. Johan, Willy, Rob de Groot en Hans de Groot-Canté liggen begraven op De Brandenburg.

## Muziek
Zijn basisopleiding volgde hij aan de HBS. Zijn muziekopleiding kreeg hij van Evert Cornelis, die hem opleidde tot concertpianist. Hij speelde onder meer werken van Arthur Honneger en Albert Roussel met het Utrechts Stedelijk Orkest onder leiding van Cornelis. Op latere leeftijd (1941–1959) was hij directeur van de Stichting Het Utrechts Stedelijk Orkest (Collegium Musicum Ultrajectinum), waarvan hij eerder administrateur was en hij gaf in de periode 1942 tot 1964 lessen in ensemblespel en piano aan het Conservatorium van Utrecht. Hij was ook bestuurslid van Stichting Gaudeamus en muzikaal verantwoordelijk voor concerten in het Stedelijk Museum Amsterdam.

## Taal
Op poëziegebied bracht hij bundels en bloemlezingen uit. Meest verwijzen de titels naar muziek, zijn gedichten worden omschreven als weinig gecompliceerd met gevoelige klankexpressie:
- 1930: Gedichten (eigen werk)
- 1936: Uit de wereldpoëzie (vertalingen van gedichten over muziek)
- 1938: Het spinet (eigen werk)
- 1941: Muziek en poëzie (vertalingen van gedichten over muziek)
- 1944: Cantabile (eigen werk)
- 1947: Dubbelconcert (vertalingen van gedichten over muziek)
- 1964: Kleine suite (vertalingen van gedichten over muziek)

Hij vertaalde voorts uit het Frans, Engels en Duits, te noemen zijn werken van Rabindranath Tagore (Zwervende vogels), Richard Llewellyn, Thomas Mann, Klaus Mann en Stefan Zweig.